# Nachodka
Nachodka (rusky Находка) je přístavní město v ruském Přímořském kraji na Dálném východě. Žije zde 142 673 obyvatel (k roku 2021), je to třetí největší město v Přímoří. Od roku 1993 zde dochází k trvalému poklesu počtu obyvatel. Nachodka byla založena v roce 1864 jako hydrografická pošta. Výstavba přístavního města souvisela s plánem sovětského vedení převést námořní přístav z Vladivostoku do Nachodské zátoky. Díky úsilí vězňů z Gulagu byl v roce 1947 otevřen přístav a v roce 1950 vesnice Nachodka byla povýšena na město.

## Etymologie
Název města Nachodka (od roku 1940 do roku 1950 – stejnojmenná vesnice) pochází z názvu nedaleké Nachodské zátoky, kterou Rusové objevili v létě 1859. Podle legendy, když jeden z námořníků korvety uviděl dříve neznámou zátoku, zvolal „To je objev“, rusky Vot eto nachodka.
Po Stalinově smrti 12. března 1953 byl z Vladivostoku do Moskvy odeslán telegram s žádostí jménem námořníků z Dálného východu o přejmenování Nachodky na Stalinomorsk.

## Podnebí
Klima města je poměrně mírné a vzhledem k jeho poloze na jihu Přímořského kraje jedno z nejmírnějších v asijské části Ruska. Průměrná lednová teplota je –9,3 °C, průměrná srpnová teplota pak 20,6 °C. Podnebí je monzunové (podobně jako v celé oblasti Přímoří, Mandžuska a Koreje) a srážky jsou koncentrovány v letních měsících. Průměrný roční srážkový úhrn činí 860 mm.

## Doprava

### Námořní přístav
Ve městě je ruský federální námořní přístav rozkládající se v Nachodské zátoce a na severozápadním pobřeží Japonského moře. Přístav je součástí ruského dopravního uzlu v Tichém oceánu „Vostočnyj-Nachodka“. Obrat nákladu v roce 2013 činil 18,4 milionu tun. Přes přístav se přepravuje především uhlí, ropné produkty, kontejnery a chlazené náklady. Přístav je napojen na Transsibiřskou magistrálu a umožňuje zde vyložit až 597 železničních vagónů s různým nákladem za den.

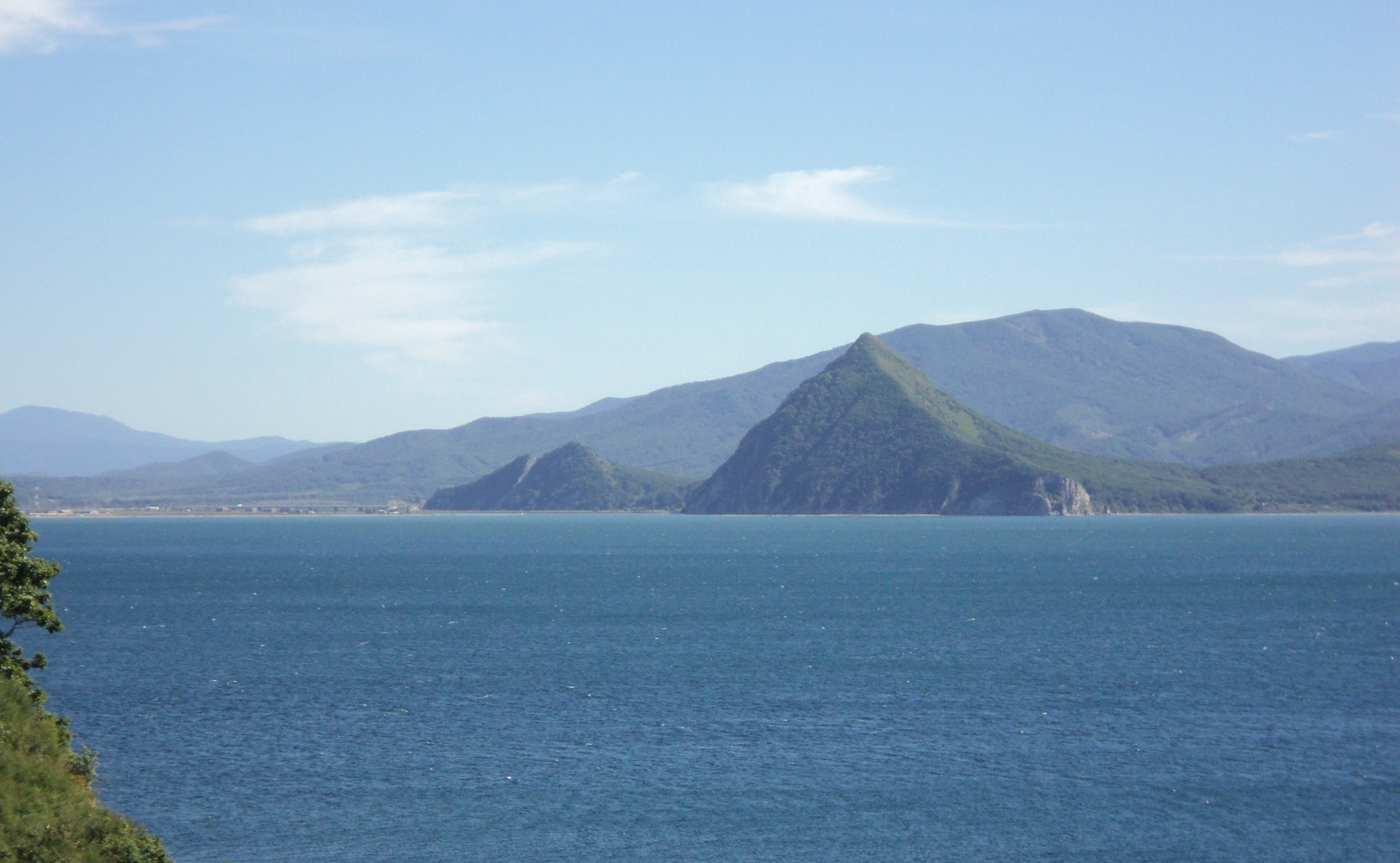
Symbol města – vrch Sestra

## Partnerská města
- Maizuru, Japonsko – červen 1961
- Otaru, Japonsko – 12. září 1966
- Curuga, Japonsko – říjen 1982
- Bellingham, Spojené státy americké – duben 1975
- Oakland, Kalifornie, Spojené státy americké – duben 1975
- Ťi-lin, Čína – červenec 1991
- Tonghä, Jižní Korea – prosinec 1991
- provincie Phuket, Thajsko – 21. září, 2006